# Fred Apostoli
Alfredo Apostoli, meglio noto come Fred Apostoli e soprannominato "The Boxing Bell Hop" (San Francisco, 2 febbraio 1913 – 29 novembre 1973), è stato un pugile statunitense.
Di origini italiane, tra i migliori pesi medi al mondo negli Anni '30, combattivo e dotato di grande potenza.

## Gli inizi
Orfano di famiglia, vinse il Campionato Pacific Coast tra i pesi welter, il Golden Gloves dei medi e divenne professionista nel 1934.

## Carriera da professionista
Conquistò il campionato del mondo IBU dei pesi medi il 23 settembre 1937 battendo per KOT al 10º round il francese Marcel Thil. Il 29 febbraio 1938 perse contro Young Corbett III un match senza titolo in palio ma fu dichiarato decaduto dalla Commissione atletica dello Stato di New York, che impose l'allestimento di un nuovo match tra Apostoli e Corbett, per l'attribuzione del titolo mondiale, dichiarato vacante.
L'incontro, combattuto al Madison Square Garden di New York fu vinto da Apostoli che conquistò la cintura mondiale dei medi (versione NYSAC) per knock-out tecnico all'ottavo round. Ai primi del 1939 affrontò due volte Billy Conn, lanciato verso il titolo mondiale dei mediomassimi, perdendo ai punti in entrambi i casi.
Apostoli mantenne il titolo NYSAC dei pesi medi fino al 2 ottobre 1939, quando venne sconfitto alla sua prima difesa per KO al 7º round da Ceferino Garcia. Affrontò poi un doppio incontro con Melio Bettina, appena spodestato da Conn dal trono mondiale dei mediomassimi, con una vittoria ai punti e una sconfitta per abbandono. 
Nel novembre 1940 perse ai punti dal Campione del mondo NBA dei pesi medi, l'astro nascente Tony Zale, un match senza titolo in palio. Il 24 agosto 1942, nella base navale di Norfolk, affrontò l'ex campione europeo dei pesi welter Saverio Turiello con il quale non andò oltre una vittoria ai punti.
Dopo questo match interruppe la carriera per arruolarsi nella Marina degli Stati Uniti, come artigliere a bordo dell'incrociatore leggero USS Columbia (CL-56). Ferito nel Teatro dell'Oceano Pacifico della seconda guerra mondiale, ricevette una Bronze Star Medal e fu eletto Fighter of the year (pugile dell'anno) per l'anno 1943 dalla rivista statunitense Ring Magazine. Tornò a San Francisco nel 1946 e riprese a combattere per altri due anni. Si è poi ritirato nel dicembre 1948.
La International Boxing Hall of Fame lo ha riconosciuto fra i più grandi pugili di ogni tempo.